# Pterolophia illicita
Pterolophia illicita là một loài bọ cánh cứng trong họ Cerambycidae.